# Lisbon Falls High School
Die Lisbon Falls High School ist ein historisches ehemaliges Schulgebäude in der Campus Avenue 4 in Lisbon Falls, Maine, USA.
Die Schule wurde 1904 bis 1905 erbaut nach einem Entwurf von William R. Miller. Es ist ein Beispiel neoromanischer Architektur. Bis 1952 diente es den Schülern von Lisbon Falls als High School und anschließend als Grammar School. Es wurde 2007 in das National Register of Historic Places aufgenommen.

## Beschreibung
Das ehemalige Lisbon Falls High School-Gebäude befindet sich an der Nordseite der Campus Avenue, zwischen der Berry Avenue und der Addison Street, im Dorf Lisbon Falls. Es handelt sich um ein zweieinhalbstöckiges Gebäude aus rotem Backstein mit Granitverzierungen. Der Grundriss ist fast rechteckig, das Dach ist ein Walmdach. An der rechten vorderen Ecke befindet sich ein dreigeschossiger Turm. Das oberste Turmgeschoss ist offen und wird von einem kleinen Turmdach bedeckt. In diesem Geschoss befand sich die Schulglocke, deren Seil bis ins zweite Stockwerk hinabreichte.
Der mittlere Bereich enthält den Haupteingang, der über eine Treppe erreichbar ist. Darüber sind schmale Rundbogenfenster, im Giebeldreieck.

## Geschichte
Das Gebäude wurde 1904 und 1905 nach Entwürfen des Lewistoner Architekten William R. Miller errichtet, der zu dieser Zeit für seine Schulbauten bekannt war. Es diente bis 1952 als High School und wurde anschließend zu einer Grammer School umgewandelt. Von 1985 bis 2006 beherbergte das Gebäude die Verwaltungsbüros des Schulbezirks.